# 玖花碱茅
玖花碱茅（学名：Puccinellia florida）为禾本科碱茅属下的一个种，也是多年生植物。該物種主要分佈於中國新疆，高15-30厘米。花长约0.6毫米。花期5-7月。該物種的模式！標本來自新疆烏魯木齊。